# Associazione Polisportiva Rivarolese 1931-1932
Questa pagina raccoglie i dati riguardanti l'Associazione Polisportiva Rivarolese nelle competizioni ufficiali della stagione 1931-1932.

## Rosa
Fonte
| N. |                   | Ruolo | Calciatore          |
| -- | ----------------- | ----- | ------------------- |
|    | Italia (bandiera) | A     | Giuseppe Ambrosetti |
|    | Italia (bandiera) | C     | Dario De Martini    |
|    | Italia (bandiera) | A     | Giuseppe Ferrari    |
|    | Italia (bandiera) | A     | Rodolfo Landini     |
|    | Italia (bandiera) | A     | Dante Muccinelli    |
|    | Italia (bandiera) | A     | Luigi Pantani       |

| N. |                   | Ruolo | Calciatore        |
| -- | ----------------- | ----- | ----------------- |
|    | Italia (bandiera) | D     | Ireneo Pelati     |
|    | Italia (bandiera) | D     | Roberto Rusca     |
|    | Italia (bandiera) | D     | Arturo Scalari    |
|    | Italia (bandiera) | P     | Giuseppe Traverso |
|    | Italia (bandiera) | A     | Mario Vannozzi    |